# عین فشخه

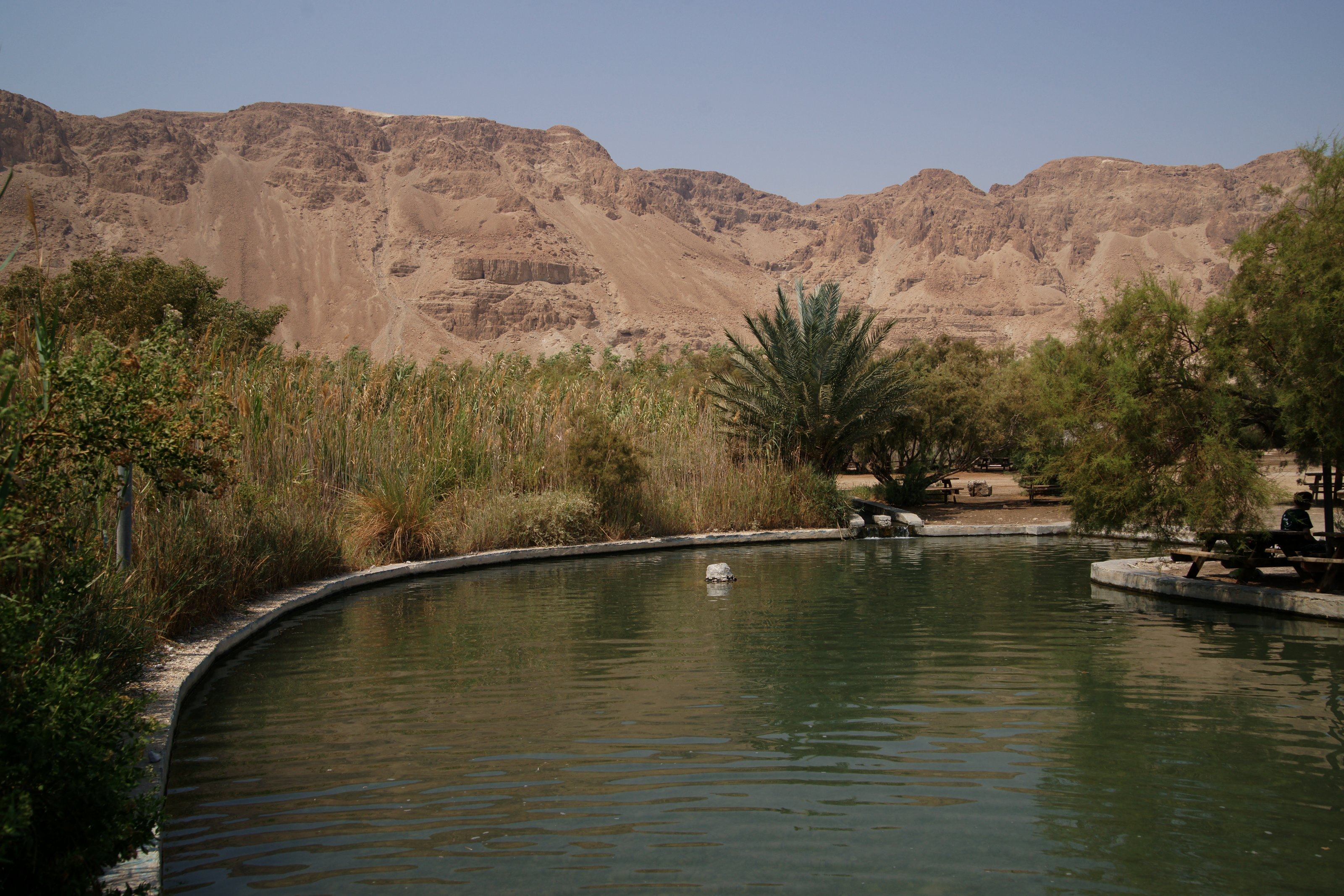
عین فشخه

عین فشخه (عربی: عین فشخة; عبری: עינות צוקים‎، , عینوت تزوکیم به معنی «چشمه صخره») یا عین الفشکه ۲۵۰۰ هکتار ذخیره گاه طبیعی و سایت باستان‌شناسی در ساحل شمال غربی دریای مرده است و در محدودهٔ ۳ کیلومتری جنوب قمران در کرانه باختری رود اردن واقع‌شده‌است. «عین فشخه» درست در شمال راس فشخه، «سرزمین فشخه» واقع شده‌است. در داخل ذخیره‌گاه مجموعه‌ای از چشمه‌های آب شور قرار دارد. این ذخیره گاه طبیعی شامل یک بخش باز با حوضچه‌های آب معدنی برای حمام کردن است که توسط شاخ و برگ‌های بلند احاطه شده‌است و بخشی که برای محافظت از گیاهان و جانوران بومی به روی بازدیدکنندگان بسته‌است.

## علم اشتقاق لغات
«عین فشخه» به معنای «چشمه فشخه» است که فشخه یا نام شخصی یا کلمه ای بی معنا است.

## تاریخچه اکتشاف

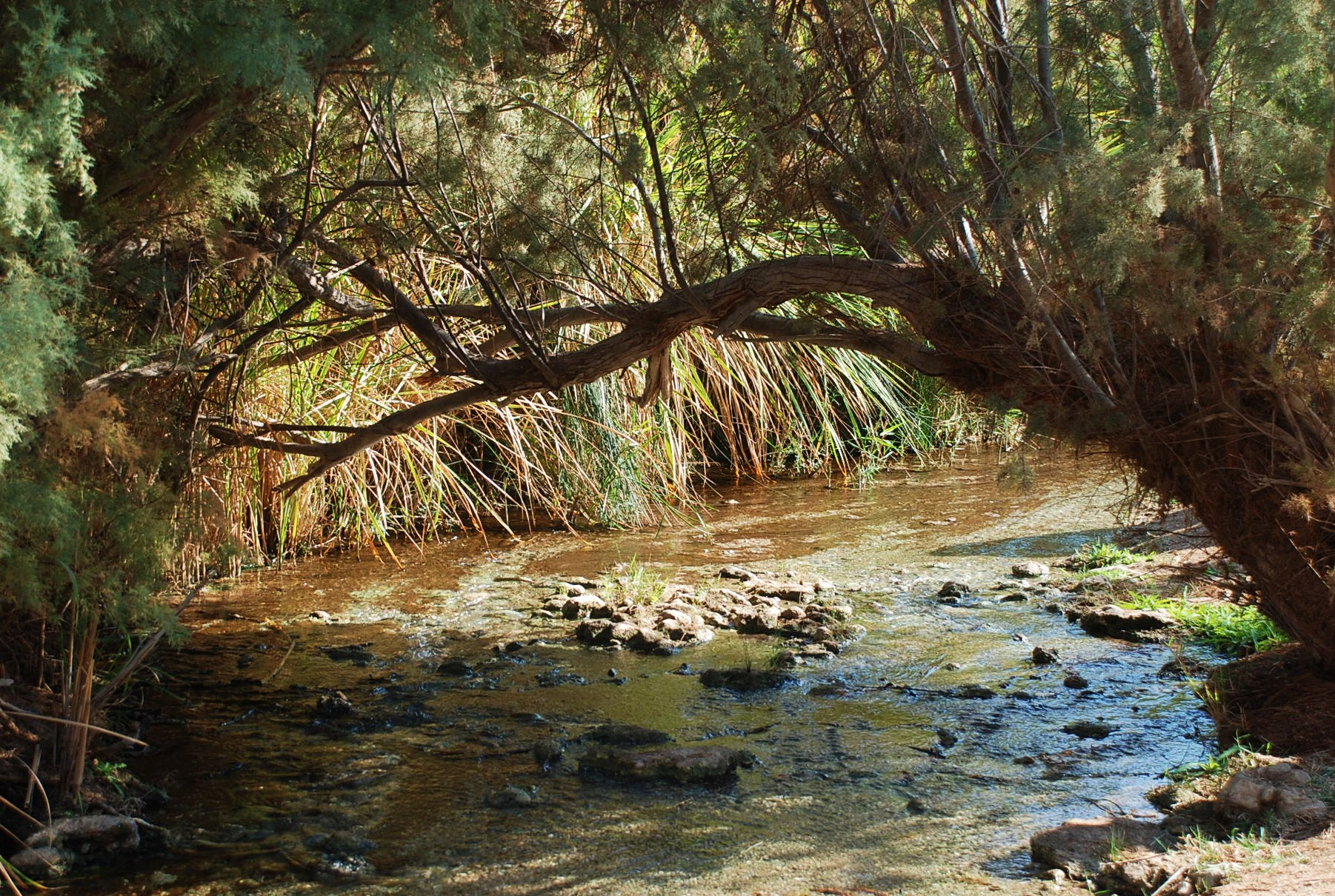
عین فشخه

در سال ۱۸۳۸، ادوارد رابینسون اشاره کرد که دمای چشمه ۸۰ درجه است. او همچنین «پایه‌های یک برج مربع کوچک و دیگر ساختمان‌های کوچک» را در نزدیکی چشمه دید. او همچنین به چند کلاغ و یک شاهین کوچک اشاره کرده و راهنمایان او یک مارمولک بزرگ (۳ فوت و ۸ اینچی) از گونه بزمجهٔ نیل را کشتند.
در سال ۱۸۴۷ ، ویلیام اف از این مکان بازدید کرد و این‌چنین توصیف کرد که جریان آب «نرم و در عین حال شور است و هیچ رسوبی از ماده سیلیسی یا کرتاسه وجود ندارد، اما بوی تند گوگرد دارد.» او همچنین می‌گوید «در امتداد قاعده کوه، به سمت راس فشخه (دخمه گام) گشتی زدم و چند نمونه از کنگلومرا و چند جوی آب شیرین را در بستر نهر جمع‌آوری کردم. تقریباً از پنهان‌شدن سنگ‌ها و سنگ‌ریزه‌های گرد در ساحل غافلگیر شدیم - ساحل با قطعات گوشه‌دار کوچک سنگ چخماق پوشیده شده‌است. دو کبک به رنگ سنگی زیبا، بسیار شبیه به صخره‌ها، که فقط در هنگام حرکت قابل تشخیص بودند. نُت‌هایی از پرنده ای منفرد را در توقفمان شنیدیم که نتوانستیم آن را شناسایی کنیم؛ بنابراین، این گفته که هیچ چیز نمی‌تواند در سواحل دریا زندگی کند، مردود است. خانه و محل معمول کبک ممکن است در میان صخره‌های بالا باشد، اما پرنده کوچک‌تری که شنیدیم باید لانه‌اش در بیشه‌زار باشد.»
در سال ۱۸۵۱ دو سولسی ویرانه‌های وسیعی را در شمال چشمه مشاهده کرد.
در حوالی سال ۱۸۶۰ هنری بیکر تریسترام از آن بازدید کرد و خاطرنشان کرد: «چشم‌انداز ما در عین فشخه مانند اریحا روشن به نظر می‌رسید و ما از قبل آماده بودیم که ساحل دریای مرده را ساحلی زیستی و جذاب بدانیم. آب، پوشش گیاهی، پرندگان و جانوران، زمین‌شناسی و حمام‌های آب گرم - همه چیز به وفور وجود داشت. به نظر می‌رسد که چشمه فقیر در دست زندگی‌نامه نویسانش درمان اسکوربوتی داشته‌است. [. . .] شاید ذائقه ما خراب شده باشد، یا شاید بعد از باران‌های اخیر عنصر معدنی به‌طور غیرعادی رقیق شده باشد. اما خود چشمه ۸۲ درجه فارنهایت دما داشت که قابل تحمل به‌نظرمان می‌رسید. چای و قهوهٔ خوبی درست می‌کرد، هر چند با طعم کمی نوشابه، و ما هیچ تردیدی برای این تصمیم نداشتیم که دو روز را در کنار نی‌های آن بگذرانیم.»

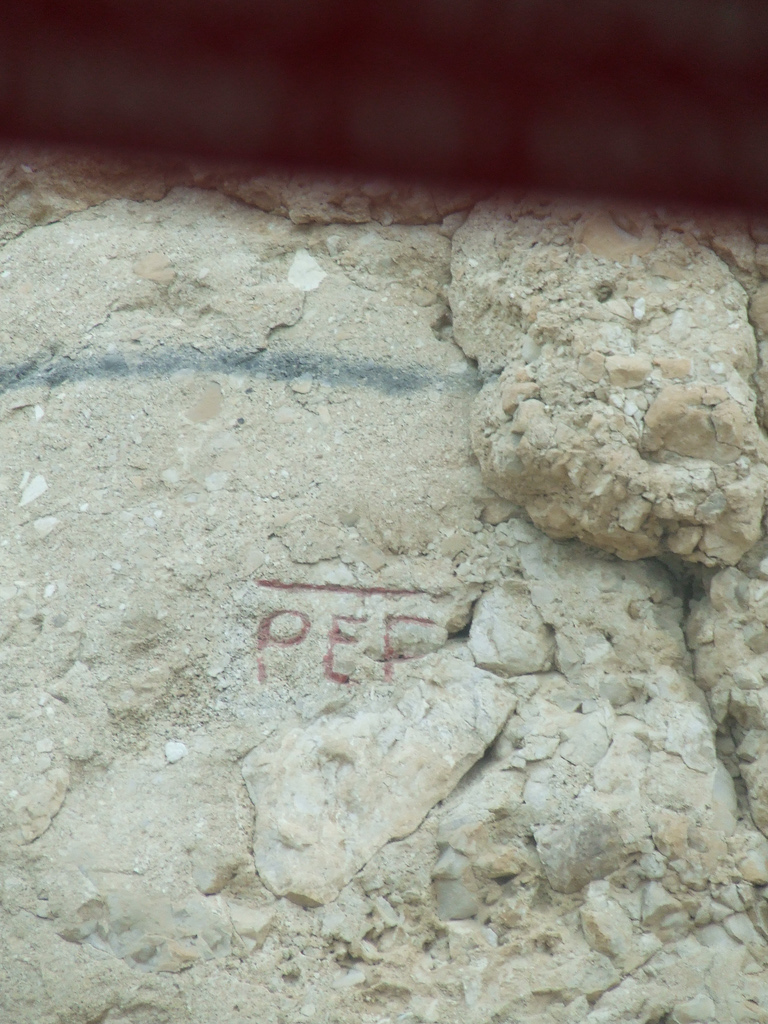
سنگ نوشته پی‌ای‌اف

در سال ۱۸۸۳، صندوق اکتشاف فلسطین در بررسی غرب فلسطین خاطرنشان کرد: «در همسایگی دریای مرده نیز دو چشمه مهم وجود دارد. بزرگترین آنها عین فشخه است که در نزدیکی آن چشمه کوچکی به نام عین التنور قرار دارد. آب از زیر صخره‌ها به استخری می‌آید که با نی‌ها احاطه شده‌است و از روی یک بستر شیبدار در چندین نهر به دریای مرده می‌رود. آب ذخیرهٔ آن فراوان و چند ساله است، اما طعم آن، کمی شور است و بوی گوگرد دارد. رنگ آب درون آبگیر آبیِ سبز و تیره است.»

### سنگ پی‌ای‌اف: خط مرجع سطح دریای مرده
در اکتبر ۱۹۰۰، استوارت مکالیستر، باستان‌شناس ایرلندی، یک صخره را در انتهای جنوبی منطقه نیزارهای عین فشخه، در کنار ساحل دریای مرده و حدود ۲۰ فوت بالاتر از آب پیدا کرد. تخته سنگ دوم در زیر تخته اول که طاقچه ای برای ایستادن ایجاد کرده‌است. او با خود یک سنگ‌تراش از اریحا آورده بود که خطی به طول ۸ تا ۹ اینچ در صخره‌ای که قرار بود به عنوان مرجع استفاده شود حک کرده بود و حروف اول «پی‌ای‌اف»، صندوق اکتشاف فلسطین (به انگلیسی: Palestine Exploration Fund)در زیر آن نوشته شده‌بود. این تخته‌سنگ به سنگ پی‌ای‌اف معروف شد. مکالیستراولین اندازه‌گیری را انجام داد و متوجه شد که خط دقیقاً ۱۴ فوت بالاتر از آب است. خط مرجع مکالیستر سپس تا سال ۱۹۱۳ توسط محقق پی‌ای‌اف، مَسترمن (۱۸۶۷–۱۹۴۳)، که برای اندازه‌گیری‌های دقیق دوسالانه از قدس به جنوب آمد، استفاده شد. این مکان که مدت‌ها فراموش شده بود، پس از جنگ شش روزه توسط جغرافیدان و پژوهشگر اسرائیلی، زیو ویلنای، دوباره کشف شد.

## ذخیره گاه طبیعی

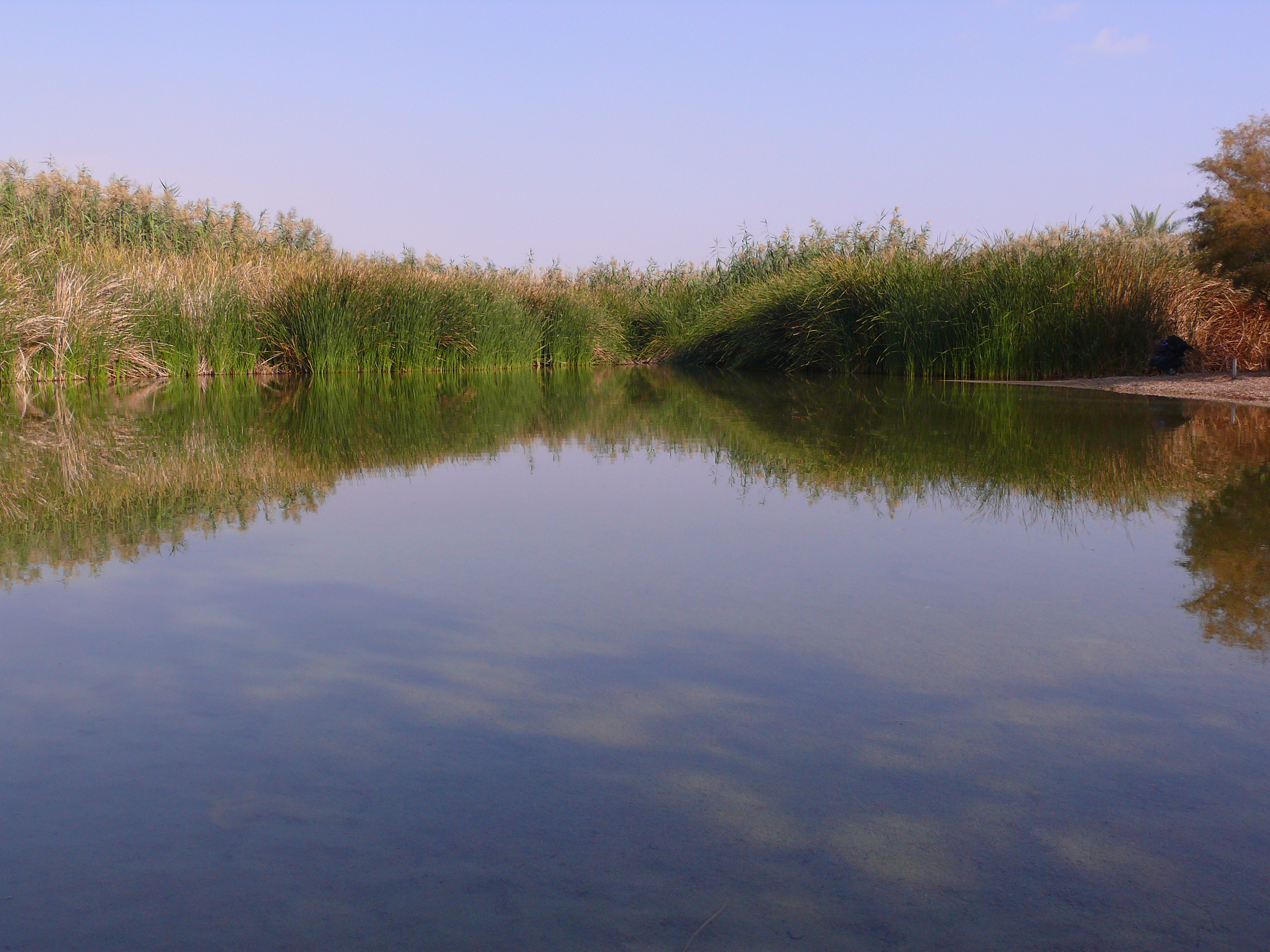
استخر در بخش بسته از رزرو

به گزارش اریج (به انگلیسی: Applied Research Institute–Jerusalem)، اسرائیل در سال ۱۹۶۹، ۹۷ دونوم از زمین روستای فلسطینی العُبیدیه را مصادره کرد تا ذخیره‌گاه طبیعی عین فشخه را ایجاد کند.
تالاب‌های شور عین فشخه تنها مکان شناخته شده در جهان است که جمعیت ماهی‌های کشنده دریای آبی و دریای مرده (برکه‌ماهی هولا و نویت یام هملاخ) در کنار هم زندگی می‌کنند. سازمان طبیعت و پارک‌های اسرائیل و وزارت کشاورزی اسرائیل در حال ساخت استخرهایی در این منطقه برای حفظ این ماهی‌های بومی هستند. دو استخر کامل شده و اکنون ده‌ها هزار ماهی در آن پر شده‌اند. همچنین اقداماتی برای حفظ جمعیت ماهی تیلاپیا در حال انجام است.
عین فشخه یا عینوت تزوکیم به سه بخش تقسیم می‌شود: «ذخیره بسته‌شده» شمالی، «ذخیره‌گاه بازدیدکنندگان» در بخش مرکزی و «ذخیره پنهان» در قسمت جنوبی. ذخیره‌گاه بسته‌شده فقط با دعوت خاص صرفاً برای دانشمندان باز است. این بخش تقریباً ۲۷۰۰ دونوم را پوشش می‌دهد. این ذخیره‌گاه ۵۰۰ دونمی برای بازدیدکنندگان، استخرهای پر از آب چشمه طبیعی تأمین می‌کند. به دلیل نگرانی‌های زیست‌محیطی، این ذخیره‌گاه پنهان به‌جز برای تور روزهای جمعه به‌روی عموم بسته‌است.

### منطقه مهم پرندگان
از آن‌جا که این ذخیره‌گاه طبیعی جمعیت دال‌های معمولی، گنجشک‌های دریای مرده و زردپره را در خود جای داده‌است، این منطقه از سوی انجمن جهانی پرندگان به‌عنوان منطقه مهم پرندگان شناسایی و ثبت شده‌است.

## باستان‌شناسی

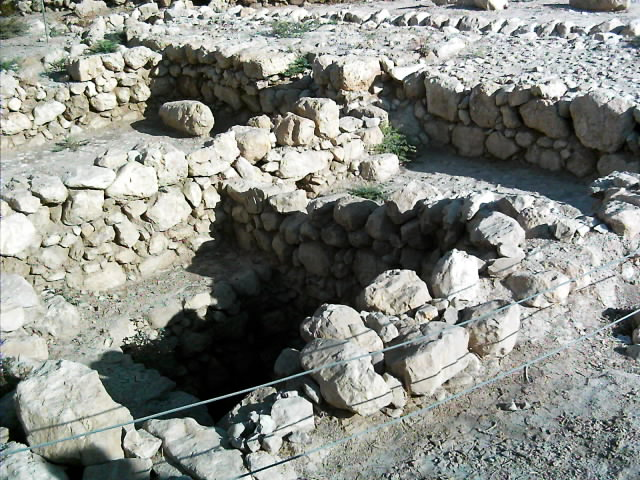
حفاری در عین فشخه

حفاری در عین فشخه توسط رولان دوو از مدرسه کتاب مقدس، در سال‌های ۱۹۵۶ و ۱۹۵۸ انجام شد. هیرشفلد نیز در سال ۲۰۰۱ این مکان را کاوش کرد.

### یافته‌های عصر آهن
اولین سازه در این مکان، واقع در جنوب چشمه، یک قلعه عصر آهن دوم بود که نشان‌دهنده این است که در زمانی مشابه با اولین بناها در قمران و در ساحل دریای مرده ساخته شده‌است.

### مجتمع هیرودین
دی وو نشان داد که مجموعه عین فشخه معاصر با سکونت در قمران همزمان بوده‌است و این نظریه را مطرح کرد که محل سکونت یک جامعه یکسان بوده‌است. در حالی که آثاری را به دوره ۱۰۰ تا ۳۱ قبل از میلاد برمی‌گرداند، مگنس و هیرشفلد هر دو به این نتیجه رسیده‌اند که این مجموعه هرودین، یعنی به بعد از ۳۷ ق. م بازمی‌گردد، نه پیش از آن.
این مجموعه از یک ساختمان اصلی (۲۴ متر در ۱۸ متر) با حیاط مرکزی، یک تأسیسات صنعتی با دو حوض گچ بری شده در شمال شرقی آن و اصطبل‌هایی در غرب آن تشکیل شده‌است. ورودی از دو در بوده‌است که در کنار هم به سمت شرق قرار دارند. در گوشه جنوب شرقی بنا، راه پله ای وجود دارد، که نشان می‌دهد طبقه‌ای در قسمت بالایی نیز وجود داشته‌است.
چشمه عین فشخه اکنون در ۱۰۰ متری جنوب ساختمان اصلی یافت شده توسط دوو و حداقل ۳ متر پایین‌تر قرار دارد. در زمان‌های قدیم، چشمه‌ای که اکنون خشک شده‌است، درست در شمال ساختمان اصلی، آب آن را تأمین می‌کرد. این چشمه باستانی در چندین متر بالاتر نشان می‌دهد که این چشمه، آب شیرین داشته‌است نه شور. یک کانال، آب را از چشمه از طریق دیوار به سمت شمال به یک مخزن مستطیلی کوچک بر روی هر یک از دو حوض می آورَد. هدف از این نصب مشخص نیست. ممکن است به عنوان بخشی از دباغی یا پرورش ماهی بوده باشد. تحلیل‌های جدیدتر نشان می‌دهد که ممکن است در تولید وسمه، تهیه شراب خرما، تولید عسل خرما یا تهیه اپوبالسام مورد استفاده بوده باشد.

## کتابشناسی - فهرست کتب
- Barag, Dan, "Ein-Feshkha" in Encyclopedia of the Dead Sea Scrolls Vol.1, Edd. Schiffman, L., VanderKam, James C. (Oxford: OUP, 2000) p. 237–238.
- Bélis, Mirielle, "The Workshops at ʿEin Fashkhah: A New Hypothesis," in: Humbert, J. -B., J. Zangenburg, and K. Galor (eds.), The Site of the Dead Sea Scrolls: Archaeological Interpretations and Debates (Leiden: Brill, 2006), (pp. 253- ۲۶۲)
- Conder, C.R.; Kitchener, H.H. (1883). The Survey of Western Palestine: Memoirs of the Topography, Orography, Hydrography, and Archaeology. Vol. 3. London: Committee of the Palestine Exploration Fund.
- de Vaux, R., "Fouilles de Feshka, Rapport preliminaire." Revue Biblique 66 (1959), 225–255.
- Hirschfeld, Y., Qumran in Context: Reassessing the Archaeological Evidence, (Peabody, MA: Hendrickson, 2004). Ch. 4, pp. 183–209.
- Hull, E. (1886). The Survey of Western Palestine: Memoir on the Physical Geology and Geography of Arabia Petraea. Vol. 7. Committee of the Palestine Exploration Fund.
- Lynch, W.F. (1849). Narrative of the United States' Expedition to the River Jordan and the Dead Sea. London: Richard Bentley.
- Magness, J., Archaeology and the Dead Sea Scrolls (Grand Rapids: Eerdmans, 2002). Ch. 10, pp. 210–217.
- Netzer, E., Did Any Perfume Industry Exist at ʿEin Fashkhah? in: Israel Exploration Journal, 55 (2005), 97–100.
- Palmer, E.H. (1881). The Survey of Western Palestine: Arabic and English Name Lists Collected During the Survey by Lieutenants Conder and Kitchener, R. E. Transliterated and Explained by E.H. Palmer. Committee of the Palestine Exploration Fund.
- Robinson, E.; Smith, E. (1841). Biblical Researches in Palestine, Mount Sinai and Arabia Petraea: A Journal of Travels in the year 1838. Vol. 2. Boston: Crocker & Brewster.
- Saulcy, L.F. de (1854). Narrative of a journey round the Dead Sea, and in the Bible lands, in 1850 and 1851. Vol. 2, new edition. London: R. Bentley.
- Taylor, J., "Ein Fashkha", pp. 255–256, Vol. 6, of Encyclopaedia Judaica, Edition 2 (Macmillan Reference, 2006) شابک ‎۰−۰۲−۸۶۵۹۲۸−۷
- Tristram, H.B. (1865). Land of Israel, A Journal of travel in Palestine, undertaken with special reference to its physical character. London: Society for Promoting Christian Knowledge.

- صفحه اداره طبیعت و پارک‌های اسرائیل در عین فشخه
- عین فشخه، تامسون گیل، ۲۰۰۷
- بررسی فلسطین غربی، نقشه 18: IAA , Wikimedia Commons

الگو:Bethlehem Governorateالگو:Dead Sea Scrolls